# نفت‌شهر
نَفت‌شهر روستایی از توابع بخش سومار شهرستان قصر شیرین در استان کرمانشاه ایران است.

## موقعیت جغرافیایی
نفت‌شهر در غرب استان کرمانشاه ایران و در منطقه‌ای به فاصلهٔ ۷۲ کیلومتر از جنوب شهرستان قصر شیرین و در ۲۹ کیلومتری غرب سومار واقع شده است.

## تاریخچه
نفت‌شهر تا زمان کشف نفت در منطقهٔ کرمانشاه سکونتگاه دائمی نبود و زندگی عشایری در این منطقه رواج داشت. عشایر کرد به ویژه در زمستان از مناطق سردتر استان به منطقهٔ کنونی نفت‌شهر کوچ می‌کردند که غالباً در زمستان آب و هوای معتدلی داشت. با کشف نفت در منطقهٔ کرمانشاه، در سال ۱۲۸۰ خورشیدی (۱۹۰۱ میلادی) قراردادی موسوم به دارسی میان مظفرالدین شاه پادشاه ایران و ویلیام ناکس دارسی به نمایندگی از حکومت انگلستان امضا شد که به انگلیسی‌ها این امتیاز را می‌داد که به مدت ۶۰ سال به اکتشاف و استخراج نفت در ایران بپردازند.
با امضای قرارداد دارسی، انگلیسی‌ها به منظور حفاری چاه‌های نفت به کرمانشاه آمدند و بعداً با راه‌اندازی پالایشگاه کرمانشاه در ۱۹۲۲، به استخراج نفت از میدان نفتی نفت‌شهر و پالایش آن در کرمانشاه پرداختند. استقرار انگلیسی‌ها در نفت‌شهر سبب شد تا تجهیزات و تأسیساتی برای سکونت آن‌ها در این منطقه ایجاد شود. با ایجاد امکانات، بخشی از عشایر و روستاییان اطراف نیز برای کار در تأسیسات نفتی به نفت‌شهر آمده و در آنجا ساکن شدند. سکونت این جمعیت در نفت‌شهر سبب شد که به مرور روستایی بزرگ شکل بگیرد. این روستای جدید به دلیل همجواری با رودخانهٔ طینه در ابتدا طینه نام گرفت. اما بعدها به نام رود کنگاوش روستای کنگاوش نامیده شد. با روی کار آمدن حکومت پهلوی و تغییر نام‌های جغرافیایی، نام این روستا نیز به نفت‌شاه تغییر داده‌شد. پس از انقلاب بهمن ۱۳۵۷ نام روستا به نفت‌شهر تغییر پیدا کرد.
جمعیت روستای نفت‌شهر تا سال ۱۳۵۸ به بیش از ۵ هزار نفر رسیده‌بود، اما با آغاز جنگ ایران و عراق روستای نفت‌شهر نیز در تاریخ ۳۱ شهریور ۱۳۵۹ به تصرف ارتش عراق درآمد. اگرچه پس از مدتی نیروهای ایرانی ارتش عراق را عقب رانده و بر شهر حاکم شدند، اما نفت‌شهر به صورت روستایی متروک و مخروبه درآمد و پس از جنگ نیز بازسازی نشد. نفت‌شهر دیگر رونق گذشتهٔ خود را به دست نیاورد و جمعیت این روستا نیز به شهرهای دیگر مهاجرت کردند. با این حال از ابتدای سال ۱۳۹۲ طرح‌هایی برای رونق‌بخشی به نفت‌شهر تهیه شده و قرار است با ساخت امکانات و زیرساخت‌های توسعه‌ای امکان اسکان مجدد جمعیت در این روستا فراهم شود.

## آب و هوا
نفت‌شهر یکی از مناطق گرم و دارای آب و هوای گرم و خشک است که در تابستان به ۵۰ درجه سانتی گراد می‌رسد، دمای هوا در زمستان به صفر نمی‌رسد ولی دارای سوز بسیار زیاد بوده که احساس دمای منفی ۱۵ درجه به آدم دست می‌دهد. دارای تابستان‌های نسبتاً طولانی و زمستان‌های کوتاه و سرد است و به همین علت فاقد استعداد برای کشاورزی کافی است.

## جمعیت
در گذشته شکل مسلط زندگی در منطقهٔ نفت‌شهر به صورت کوچ‌نشینی بود. در زمستان هوای این منطقه نسبتاً معتدل بود که سبب می‌شد جمعیت حتی به ۵ هزار نفر نیز برسد، اما در تابستان‌ها به دلیل وزش گردبادهای سهمگین و شدید و نیز گرمای شدید فصلی که به ۵۰ درجه سانتیگراد نیز می‌رسید، ایلات کرد به نواحی ییلاقی کوچ می‌کردند. پس از استقرار جمعیت و تأسیس نفت‌شهر نیز مردم یکجانشین و کارمندان ادارات دولتی با استفاده از تعطیلات سه ماههٔ تابستانی مدارس از مرخصی‌های خود استفاده کرده و به شهرستان‌های دیگر و مناطق خوش آب و هوای استان کرمانشاه مسافرت می‌کردند و جمعیت نفت‌شهر به ۱۵۰۰ الی ۲۰۰۰ نفر کاهش می‌یافت.
اما در زمان حال نفت شهر جمعیت انگشت شماری دارد، اما در زمستان کوچ نشینان که به آنها سیاهه چادر می‌گوند برای قشلاق به این مکان بیابانی می آیدند و در اوایل بهار که هوا گرم می‌شود به مناطقی همچون غیلان غرب کوچ می کندد. نفت شهر در حال حاضر یک مکان نظامی به‌شمار می‌رود و از طرفی محل کار شرکت گاز می‌باشد.
جمعیت نفت شهر بعد از جنگ ایران و عراق این شهر را ترک کرند و به شهرهای اطاف مهاجرت کرند.

## مردم

### زبان
زبان مردم نفت‌شهر کردی جنوبی است. گویش غالب در نفت‌شهر گویش قصری است، اما گویش گیلانغربی نیز رواج بالایی دارد.

### قومیت
مردم نفت‌شهر کُرد هستند. در میان آن‌ها ایلات و طوایف مختلفی وجود دارد. از طوایف دیگر این منطقه می‌توان از ایل کلهر (تیره‌های ایوانی، کله‌پا، باوندپور، زوله)، ایل سنجابی، و گوران کرندی و ایل ارکوازی (طایفه بگ بگ) نام برد.

## صنایع
کشف ذخایر نفت از اوایل سدهٔ بیستم سبب حفر چاه‌های نفت در این منطقه شد. تا پیش از جنگ ایران و عراق روزانه در حدود ۱۰ تا ۱۲ هزار بشکه نفت خام سنگین از طریق تلمبه‌خانهٔ شمارهٔ یک خطوط لوله و مخابرات نفت‌شهر به پالایشگاه کرمانشاه انتقال داده‌می‌شد. بر اساس قرارداد دارسی استخراج نفت توسط شرکت نفت ایران و انگلیس صورت می‌گرفت که پس از ملی شدن نفت در سال ۱۳۳۱ به شرکت ملی نفت ایران تغییر نام داد.
نیروهای ارتش بعث عراق در تاریخ ۳۱ شهریور سال ۱۳۵۹ نفت‌شهر را به تصرف خود درآوردند، اما پس از مدتی نیروهای جمهوری اسلامی ایران ارتش عراق را عقب رانده و بر شهر حاکم شدند.
اکنون تنها شماری از افراد نیروی نظامی و شرکت نفت در آن سکونت دارند.

### حادثهٔ آتش‌سوزی چاه نفت
در خرداد ماه سال ۱۳۸۹ چاه شماره ۲۴ نفت‌شهر در حین عملیات حفاری دچار آتش‌سوزی شد. این آتش‌سوزی با یک عملیات گسترده و موفقیت‌آمیز توسط شرکت نفت مناطق مرکزی و شرکت ملی حفاری ایران طی ۳۸ روز مهار گردید. در این حادثه ۳ مهندس نفت کشته و ۹ نفر مجروح شدند که به بیمارستان امام خمینی کرمانشاه انتقال یافتند.

## نگارخانه

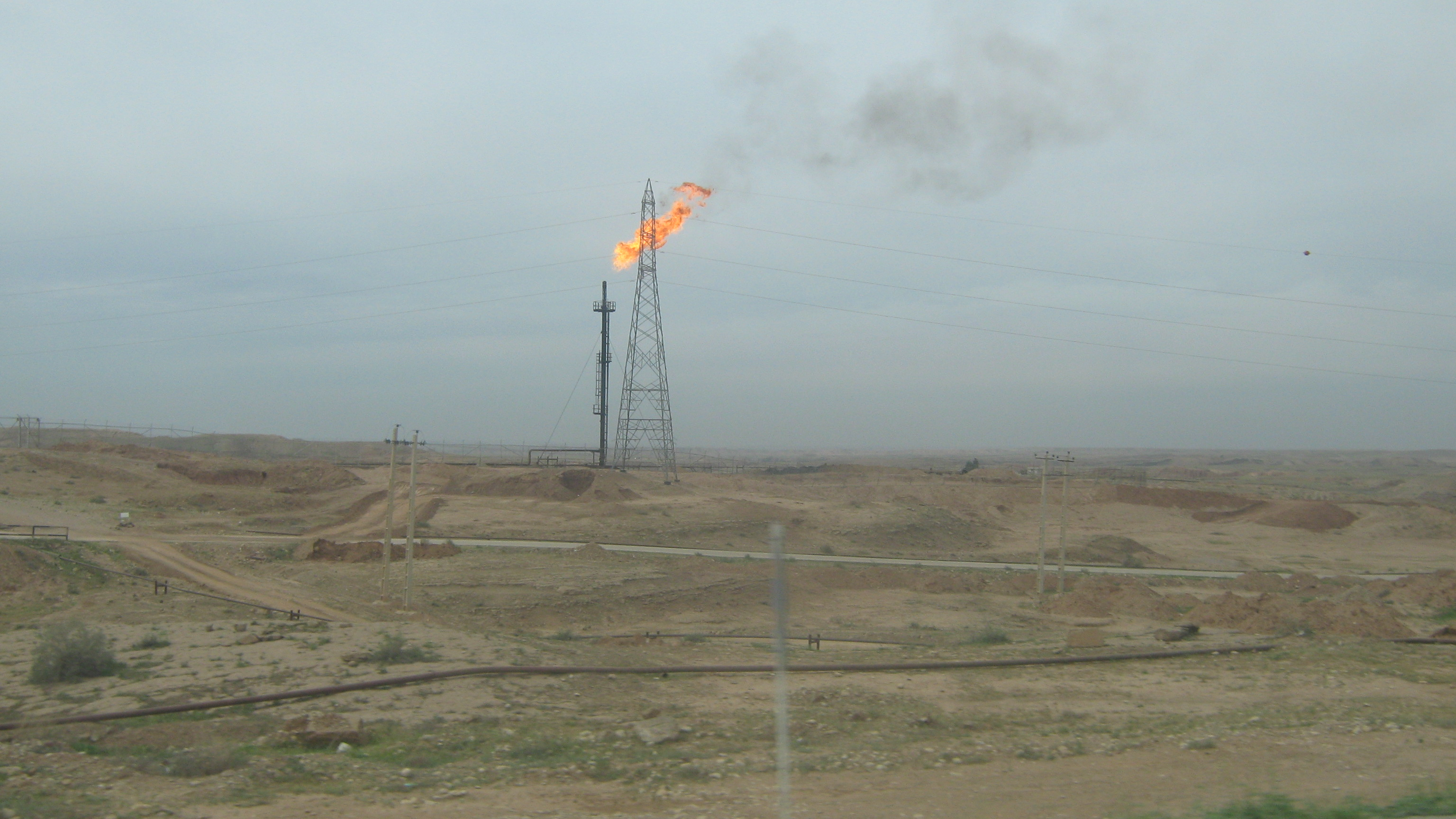
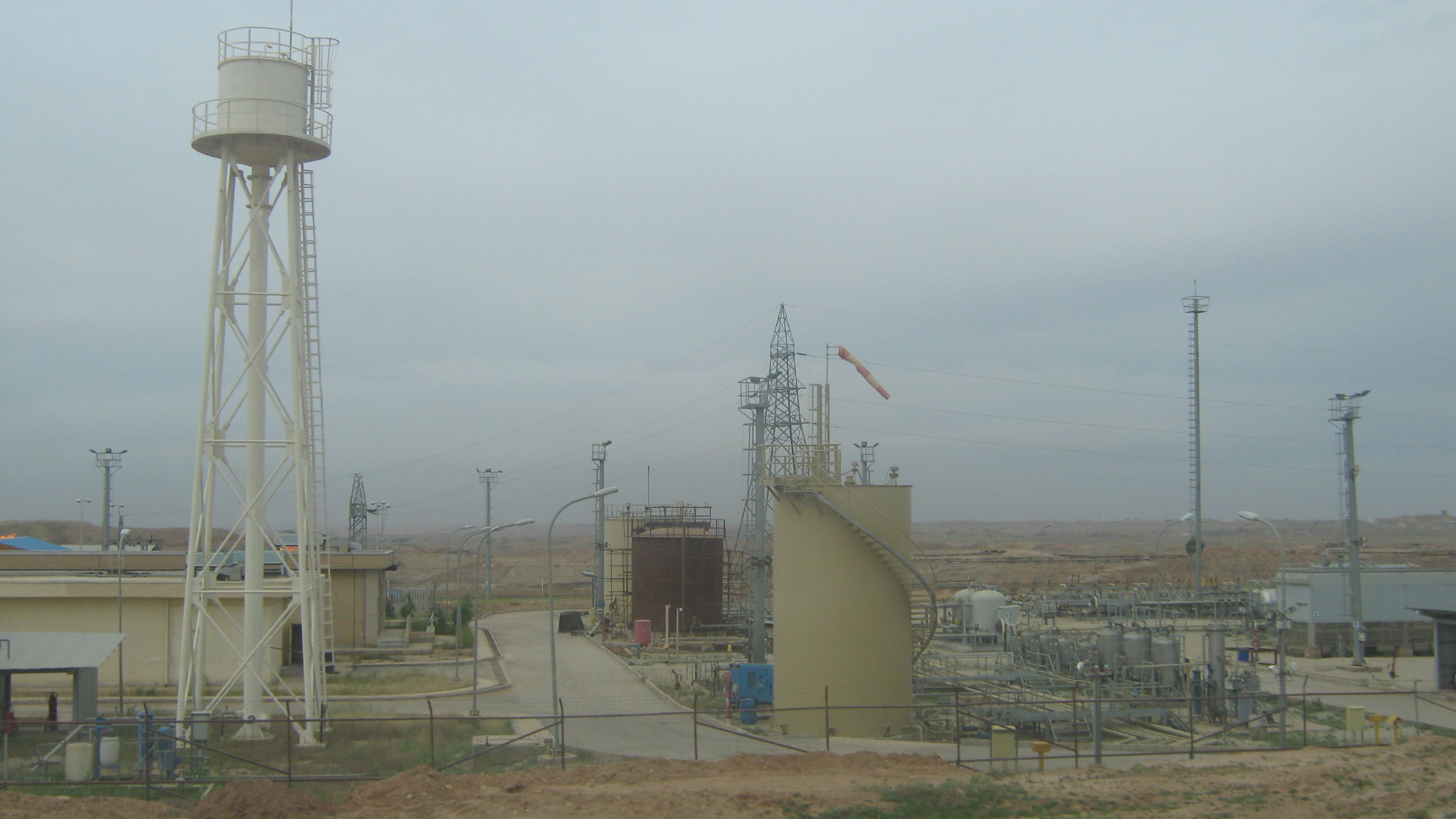
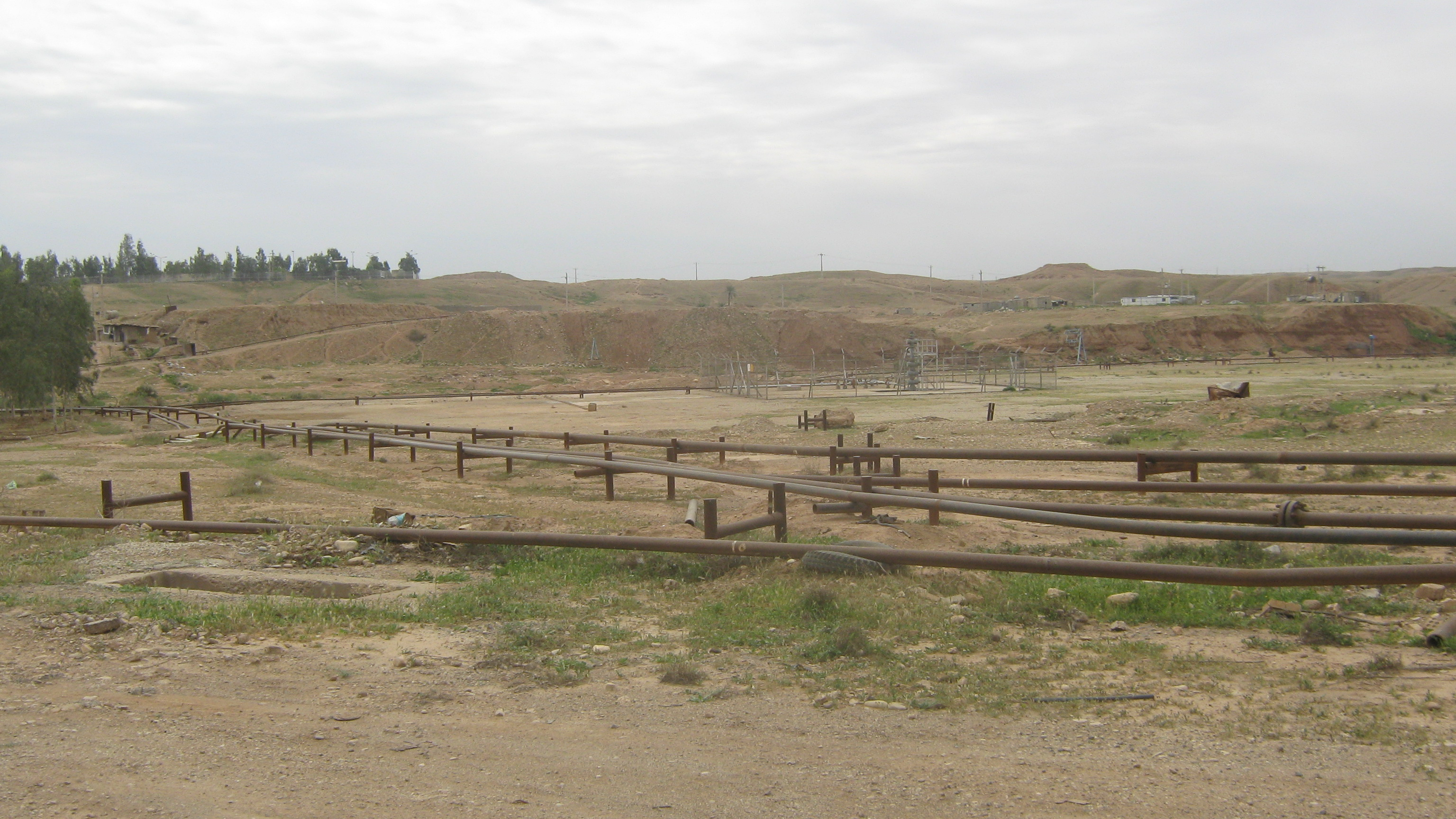
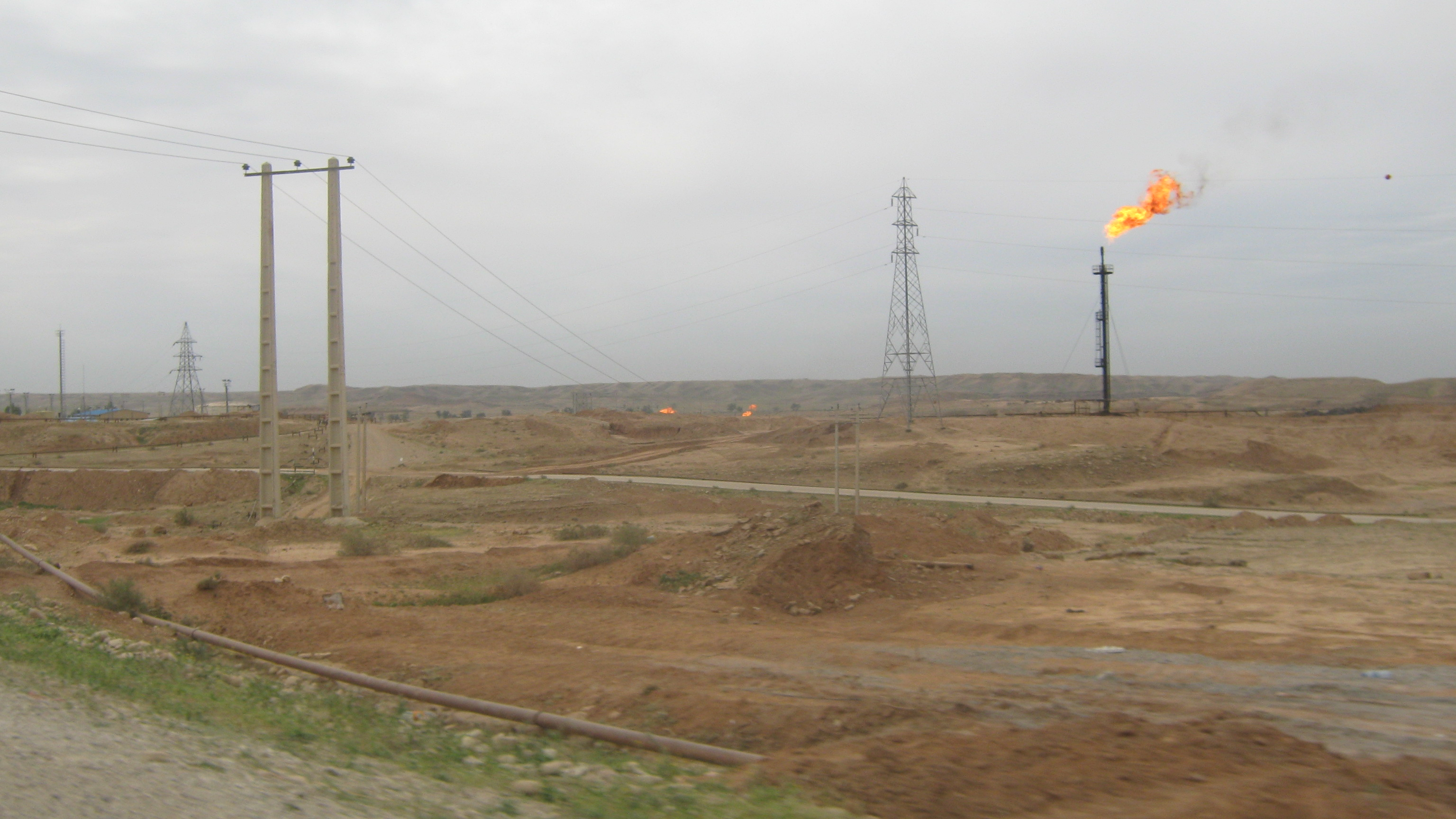